# D-A-D
D-A-D é uma banda de rock de origem dinamarquesa.

## Discografia

### Álbuns
| Título                        | Detalhes                                                                                        | Melhores posições | Melhores posições |
| Título                        | Detalhes                                                                                        | DAN               | US                |
| ----------------------------- | ----------------------------------------------------------------------------------------------- | ----------------- | ----------------- |
| Call of the Wild              | - Lançado: 4 de fevereiro de 1986 - Gravadora: Mega - Formatos: LP, CD                          | —                 | —                 |
| D.A.D. Draws a Circle         | - Lançado: 16 de junho de 1987 - Gravadora: Mega - Formatos: LP, CD                             | —                 | —                 |
| No Fuel Left for the Pilgrims | - Lançado: 3 de março de 1989 - Gravadora: Medley, Warner Bros. - Formatos: LP, CD, cassette    |                   | 116               |
| Riskin' It All                | - Lançado: 10 de outubro de 1991 - Gravadora: Medley, Warner Bros. - Formatos: LP, CD, cassette | —                 | —                 |
| Helpyourselfish               | - Lançado: 1 de março 1995 - Gravadora: Medley - Formatos: CD                                   | —                 | —                 |
| Simpatico                     | - Lançado: 6 de novembro de 1997 - Gravadora: Medley - Formatos: CD                             | —                 | —                 |
| Everything Glows              | - Lançado: 13 abril de 2000 - Gravadora: Medley - Formatos: CD                                  | 24                | —                 |
| Soft Dogs                     | - Lançado: 20 de fevereiro de 2002 - Gravadora: Medley - Formatos: CD                           | 1                 | —                 |
| Scare Yourself                | - Lançado: 23 de maio de 2005 - Gravadora: EMI - Formatos: CD, LP                               | 1                 | —                 |
| Monster Philosophy            | - Lançado: 10 de novembro de 2008 - Gravadora: EMI - Formatos: CD, LP                           | 1                 | —                 |
| DIC·NII·LAN·DAFT·ERD·ARK      | - Lançado: 11 de novembro de 2011 - Gravadora: Mermaid - Formatos: CD, LP                       | 2                 | —                 |

| Título               | Detalhes                                                                  | Melhores posições nas paradas |
| Título               | Detalhes                                                                  | DAN                           |
| -------------------- | ------------------------------------------------------------------------- | ----------------------------- |
| Osaka After Dark     | - Lançado: 23 de janeiro de 1990 - Gravadora: Warner Bros. - Formatos: CD |                               |
| Psychopatico         | - Lançado: 20 de novembro de 1998 - Gravadora: Medley - Formatos: CD      |                               |
| Scare Yourself Alive | - Lançado: 1 de maio de 2006 - Gravadora: EMI - Formatos: CD, LP          | 4                             |

| Título                                        | Detalhes                                                               | Melhores posições nas paradas |
| Título                                        | Detalhes                                                               | DAN                           |
| --------------------------------------------- | ---------------------------------------------------------------------- | ----------------------------- |
| D.A.D. Special                                | - Lançado: 1 de dezembro de 1989 - Gravadora: Mega - Formatos: CD, LP  |                               |
| Good Clean Family Entertainment You Can Trust | - Lançado: 9 de novembro de 1995 - Gravadora: Medley - Formatos: CD    |                               |
| The Early Years                               | - Lançado: 13 de novembro de 2000 - Gravadora: Medley - Formatos: CD   | 40                            |
| VA - Ungdomshuset                             | - Lançado: 4 de março de 2005 - Gravadora: Ungdomshuset - Formatos: CD |                               |
| The Overmuch Box                              | - Lançado: 16 de novembro de 2009 - Gravadora: EMI - Formatos: CD      | 14                            |
| Behind the Seen                               | - Lançado: 16 de novembro de 2009 - Gravadora: EMI - Formatos: LP      |                               |
| Disn30land Af30r D30k                         | - Lançado: Janeiro 2014 - Gravadora: Mermaid - Formatos: CD, LP        | 2                             |

Extended plays
| Título                      | Detalhes                                                        |
| --------------------------- | --------------------------------------------------------------- |
| Standin' On the Never Never | - Lançado: 28 de maio de 1985 - Gravadora: Mega - Formatos: 12" |

### Singles
| Year | Information             | Peak Position (DEN) | Album                     |
| ---- | ----------------------- | ------------------- | ------------------------- |
| 2011 | "I Want What She's Got" | 36                  | DIC.NII.LAN.DAFT.ERD.ARK' |